# Red Mihalik
Zigmund John Mihalik, detto Red (Ford City, 22 settembre 1916 – Ford City, 25 settembre 1996), è stato un cestista e arbitro di pallacanestro statunitense, professionista nella BAA e nella NBL.
È membro del Naismith Memorial Basketball Hall of Fame dal 1986, come arbitro.